# Миноносец №135
№ 135 — один из 25 миноносцев типа «Пернов», построенных для Российского Императорского флота.

## История корабля
Заложен на стапеле Невского судомеханического завода в 1894 году, спущен в июне 1895, вступил в строй в 1897 году. 8 февраля 1911 года сдан к Кронштадтскому военному порту для разоружения, демонтажа и реализации с исключением из списков Балтийского флота.